# Děpold III de Bohême
Děpold III de Bohême, né vers 1170/1180 et mort en 1223, issu de la lignée de Děpolt (tchèque: Děpoltici) de la dynastie des Přemyslides, hérite de son père mort lors de la Troisième croisade des domaines dans l'est de la Bohême.

## Biographie
Děpold ou Děpolt III est le fils ainé et héritier de Děpold II de Bohême ;  époux d'une fille de Boleslas Ier le Long, il entretient d'excellentes relations avec son beau-frère le duc de Silésie Henri Ier le Barbu à la cour duquel il réside ainsi que des contacts avec la maison de Wettin et les Hohenstaufen.
Lorsque le pape Innocent III commence à soutenir le parti Guelfes et Otton IV Přemysl Ottokar se rallie à lui en 1202 et Děpold est apparemment expulsé du pays Le roi de Bohême sera couronné solennellement le 24 août 1203 à Mersebourg par le Légat Pontifical. Philippe de Souabe charge dès avril 1203 son fidèle allié Thierry Ier margrave de Misnie qui est de plus le frère d'Adélaïde de Misnie, l'épouse répudiée d'Ottokar et de le remplacer par Děpold III descendant de Vladislav Ier.
La paix est conclue en 1204 et Ottokar se voit contraint de payer un lourd tribut (7.000 marks) et de céder à son cousin Děpold et à son frère cadet Soběslav († 1213), le contrôle des régions de Pilsen ainsi que Čáslav Chrudim et Vratislav en Bohême orientale. Le meurtre de Philippe de Souabe le 12 juin 1208 ramène Ottokar Ier dans le camp d'Othon IV
Děpold III maintient ensuite de bonnes relations avec Premysl Otokar Ier. Il est un partisan de son premier-né Vratislav, mais en 1216, il doit reconnaître le droit à la succession du futur Venceslas Ier. Après la mort du margrave morave Vladislav III Jindřich en 1222, les sources polonaises l'évoquent comme son successeur. Toutefois la Chronica Polonorum sur lesquelles elles s'appuient provient vraisemblablement du monastère de Lubusz, qui était très dévoué à la cause de sa lignée qui l'avait choisi comme lieu de sépulture. Děpold III en fait, semble avoir progressivement perdu ses domaines. Peu de temps après que les sources polonaises le citent comme « Margrave », Děpold III quitte Plzen. D'après la chronique de Dalimil, il meurt peu après, en 1223, en défendant Kourim.

## Union et postérité
Děpolt III épouse Adelaide Zbyslava, fille du prince Boleslas Ier le Long de Haute-Silésie, avec qui il a cinq fils :
- Ota Magdeburský (1191-1226), devient prévôt à Magdebourg, il tente de se concilier l'empereur Frédéric II du Saint-Empire.
- Děpold IV Bořivoj  acquiert le château de Śrem en 1234 mais il meurt en le défendant un an plus tard.
- Soběslav, administrateur du château Lubusz, meurt avant 1247.
- Boleslav, rejoint l'armée de Silésie lors de l'invasion mongole de l'Europe et meurt lors de la bataille de Legnica le 9 avril 1241 aux côtés de son cousin Henri II le Pieux.
- Přemysl

Sa famille a recours à Henri Ier le Barbu pour tenter de maintenir son influence.